# Medaliści mistrzostw Polski seniorów w biegu na 110 metrów przez płotki
Medaliści mistrzostw Polski seniorów w biegu na 110 metrów przez płotki – zdobywcy medali seniorskich mistrzostw Polski w konkurencji biegu na 110 metrów przez płotki.
Bieg na 110 m przez płotki mężczyzn jest rozgrywany na mistrzostwach kraju od ich pierwszej edycji, która miała miejsce w lipcu 1920 roku we Lwowie. Pierwszym w historii mistrzem Polski został zawodnik lwowskiej Pogoni Wacław Kuchar, który uzyskał wynik 18,0 s. Uzyskany przez niego wynik był gorszy od ustalonego przez Polski Związek Lekkiej Atletyki minimum uprawniającego do startu w igrzyskach olimpijskich w Antwerpii, w związku z czym nie został wówczas uznany mistrzem kraju (tytuł ten przyznawano w 1920 tylko zawodnikom, którzy  osiągnęli wyniki lepsze od minimum olimpijskiego). Mimo to według obecnych zasad PZLA wszyscy zwycięzcy mistrzostw z 1920 noszą tytuły ówczesnych mistrzów Polski.
W latach 1921 i 1922 nie rozgrywano mistrzostw Polski w tej konkurencji.
Najbardziej utytułowanym zawodnikiem wśród startujących w mistrzostwach Polski jest Damian Czykier, który zdobył jedenaście medali krajowego czempionatu, w tym osiem złotych. Jedenaście medali, ale tylko dwa złote, wywalczył równieżDominik Bochenek.
Aktualny rekord mistrzostw Polski seniorów w biegu na 110 metrów przez płotki wynosi 13,25 i został ustanowiony przez Damiana Czykiera podczas mistrzostw w 2022 w Suwałkach, a następnie wyrównany przez Jakuba Szymańskiego podczas mistrzostw w 2024 w Bydgoszczy.

## Medaliści
| NR – rekord kraju \| PB – rekord życiowy \| SB – najlepszy wynik w sezonie \| NL – najlepszy wynik w polskich tabelach w sezonie |

| Mistrzostwa              | 1. miejsce                                 | Rezultat     | 2. miejsce                                                        | Rezultat  | 3. miejsce                                                                 | Rezultat  |
| Lwów 1920                | Wacław Kuchar Pogoń Lwów                   | 18,0         | Edward Jakubowicz Czarni Lwów                                     |           | [ 5 ]                                                                      |           |
| 1921-1922                | nie rozgrywano                             |              |                                                                   |           |                                                                            |           |
| Warszawa 1923            | Ludwik Chełmicki AZS Warszawa              | 18,4         | Felicjan Gilewski Pentatlon Poznań                                | 18,8      | Wacław Kuchar Pogoń Lwów                                                   |           |
| Warszawa 1924            | Antoni Cejzik Polonia Warszawa             | 18,2         | Henryk Piątkowski Polonia Warszawa                                | o 8 m     | Stefan Majtkowski Sokół Bydgoszcz                                          | o 10 m    |
| Kraków 1925              | Antoni Cejzik Polonia Warszawa             | 17,6         | Wojciech Trojanowski AZS Warszawa                                 | o 2 m     | [ 6 ]                                                                      |           |
| Warszawa 1926            | Stefan Kostrzewski AZS Warszawa            | 16,7         | Wojciech Trojanowski AZS Warszawa                                 | 16,7      | Władysław Dobrowolski Polonia Warszawa                                     |           |
| Warszawa 1927            | Władysław Dobrowolski AZS Warszawa         | 16,0 NR      | Wojciech Trojanowski AZS Warszawa                                 | 16,2      | Jerzy Anders Roździeń Szopienice                                           | 17,6      |
| Warszawa 1928            | Wojciech Trojanowski AZS Warszawa          | 15,8         | Stefan Kostrzewski AZS Warszawa                                   | 15,9 NR   | Stefan Nowosielski Cracovia                                                | 16,3      |
| Poznań 1929              | Wojciech Trojanowski AZS Warszawa          | 16,1         | Eryk Zajusz Stadion Królewska Huta                                | 16,2      | Leon Urbaniak Warta Poznań                                                 | 19,1      |
| Warszawa 1930            | Stefan Nowosielski Cracovia                | 15,8         | Wojciech Trojanowski AZS Warszawa                                 | 16,0      | Eryk Zajusz Stadion Królewska Huta                                         | 16,2      |
| Królewska Huta 1931      | Stefan Nowosielski Cracovia                | 15,4         | Eryk Zajusz Stadion Królewska Huta                                | 16,0      | Wojciech Trojanowski AZS Warszawa                                          | 16,6      |
| Warszawa 1932            | Władysław Niemiec Pogoń Lwów               | 16,5         | Wojciech Trojanowski AZS Warszawa                                 | 16,8      | Jan Wieczorek 3 psap Wilno                                                 |           |
| Bydgoszcz 1933           | Władysław Niemiec Pogoń Lwów               | 15,8         | Władysław Komar AZS Poznań                                        | 15,9      | Jan Wieczorek 3 psap Wilno                                                 |           |
| Poznań 1934              | Jan Wieczorek Śmigły Wilno                 | 15,6         | Stefan Nowosielski Pogoń Katowice                                 | 15,8      | Stefan Twardowski AZS Warszawa                                             |           |
| Białystok 1935           | Mieczysław Haspel AZS Lwów                 | 16,3         | Tadeusz Oszast Cracovia                                           | 16,6      | Jan Wieczorek Śmigły Wilno                                                 | 16,7      |
| Wilno 1936               | Władysław Niemiec Pogoń Lwów               | 16,2         | Robert Peisker Legia Warszawa                                     | 16,4      | Paweł Kaszubowski AZS Poznań                                               | 17,2      |
| Chorzów 1937             | Mieczysław Haspel AZS Lwów                 | 15,5         | Grzegorz Dunecki Pomorzanin Toruń                                 | 16,0      | Paweł Schmidt AZS Poznań                                                   | 16,5      |
| Warszawa 1938            | Stanisław Sulikowski AZS Warszawa          | 15,2         | Mieczysław Haspel AZS Lwów                                        | 15,6      | [ 5 ]                                                                      |           |
| Poznań 1939              | Aleksander Joczys KPW Katowice             | 15,8         | Witold Gerutto Warszawianka                                       | 16,1      | Władysław Niemiec Pogoń Lwów                                               | 16,2      |
| 1940-1944                | nie rozgrywano                             |              |                                                                   |           |                                                                            |           |
| Łódź 1945                | Witold Maciaszczyk ŁKS Łódź                | 17,5         | Tadeusz Oszast Cracovia                                           | 17,6      | Andrzej Skawina AZS Kraków                                                 | 17,7      |
| Kraków 1946              | Mieczysław Haspel AZS Kraków               | 16,1         | Witold Maciaszczyk ŁKS Łódź                                       | 17,1      | Andrzej Skawina AZS Kraków                                                 | 17,4      |
| Warszawa 1947            | Edward Adamczyk Odra Wrocław               | 15,8         | Tadeusz Pawłowski DKS Łódź                                        | 17,0      | Grzegorz Dunecki Pomorzanin Toruń                                          | 17,0      |
| Poznań 1948              | Jan Skałbania AZS Poznań                   | 16,9         | Grzegorz Dunecki Pomorzanin Toruń                                 | 17,1      | Jerzy Dręgiewicz Cracovia                                                  | 17,3      |
| Gdańsk 1949              | Edward Adamczyk Kolejarz Poznań            | 15,6         | Aleksander Ogłoblin Ogniwo Warszawa                               | 16,0      | Wilhelm Wilczek Lignoza Krywałd                                            | 16,1      |
| Kraków 1950              | Aleksander Ogłoblin Ogniwo Warszawa        | 16,1         | Edward Adamczyk Kolejarz Poznań                                   | 16,1      | Wilhelm Wilczek Unia Krywałd                                               | 16,6      |
| Warszawa 1951            | Stanisław Kardaś OWKS Lublin               | 16,0         | Czesław Wolski Gwardia Kraków                                     | 16,0      | Tadeusz Krzyżanowski Spójnia Gdańsk                                        | 16,1      |
| Wrocław 1952             | Edward Bugała OWKS Wrocław                 | 16,0         | Stanisław Kardaś CWKS Warszawa                                    | 16,0      | Aleksander Ogłoblin CWKS Warszawa                                          | 16,2      |
| Warszawa 1953            | Wilhelm Wilczek Unia Krywałd               | 15,8         | Stanisław Kardaś OWKS Lublin                                      | 15,8      | Edward Bugała OWKS Wrocław                                                 | 15,9      |
| Warszawa 1954            | Stanisław Kardaś CWKS Warszawa             | 15,7         | Janusz Kotliński CWKS Warszawa                                    | 15,9      | Bogusław Mucha Gwardia Katowice                                            | 15,9      |
| Łódź 1955                | Janusz Kotliński Start Lublin              | 14,8         | Edward Bugała Kolejarz Katowice                                   | 14,8      | Stanisław Kardaś CWKS Warszawa                                             | 15,3      |
| Zabrze 1956              | Zygmunt Kruszyński CWKS Kraków             | 14,9         | Wiesław Król Budowlani Chorzów                                    | 14,9      | Andrzej Makowski AZS Toruń                                                 | 15,4      |
| Poznań 1957              | Wiesław Król AZS Gliwice                   | 14,7         | Roman Muzyk Wisła Kraków                                          | 15,0      | Zygmunt Kruszyński Zawisza Bydgoszcz                                       | 15,4      |
| Bydgoszcz 1958           | Edward Bugała Start Katowice               | 14,6         | Tadeusz Niemczyk Polonia Bydgoszcz                                | 14,7      | Roman Muzyk Wisła Kraków                                                   | 14,8      |
| Gdańsk 1959              | Roman Muzyk Wisła Kraków                   | 14,5         | Wiesław Król AZS Gliwice                                          | 14,7      | Mieczysław Kolejwa AZS Warszawa                                            | 14,8      |
| Olsztyn 1960             | Roman Muzyk Wisła Kraków                   | 14,5         | Edward Bugała Start Katowice                                      | 14,6      | Tadeusz Niemczyk Zawisza Bydgoszcz                                         | 14,8      |
| Nowa Huta 1961           | Roman Muzyk Wisła Kraków                   | 14,4         | Edward Bugała Start Katowice                                      | 14,7      | Wiesław Król AZS Gliwice                                                   | 14,9      |
| Warszawa 1962            | Edward Bugała Start Katowice               | 14,5         | Roman Muzyk Wisła Kraków                                          | 14,6      | Adam Kołodziejczyk Cracovia                                                | 14,8      |
| Bydgoszcz 1963           | Edward Bugała Start Katowice               | 14,6         | Roman Muzyk Wisła Kraków                                          | 14,7      | Sylwester Biela Wisła Kraków                                               | 14,8      |
| Warszawa 1964            | Edward Bugała Warszawianka                 | 14,5         | Adam Kołodziejczyk Cracovia                                       | 14,5      | Włodzimierz Martinek Warta Poznań                                          | 14,6      |
| Szczecin 1965            | Adam Kołodziejczyk Cracovia                | 14,3         | Roman Muzyk Wisła Kraków                                          | 14,4      | Leszek Wodzyński Lotnik Warszawa                                           | 14,4      |
| Poznań 1966              | Adam Kołodziejczyk Cracovia                | 14,6         | Edward Wysocki Lotnik Warszawa                                    | 14,8      | Marian Chruściel Hutnik Nowa Huta                                          | 14,8      |
| Chorzów 1967             | Adam Kołodziejczyk Cracovia                | 14,1         | Marian Chruściel Górnik Wałbrzych                                 | 14,3      | Cezary Kuleszyński Hutnik Nowa Huta                                        | 14,5      |
| Zielona Góra 1968        | Adam Kołodziejczyk Cracovia                | 14,1         | Leszek Wodzyński Legia Warszawa                                   | 14,1      | Marek Jóźwik Gwardia Olsztyn                                               | 14,3      |
| Kraków 1969              | Marek Jóźwik Gwardia Olsztyn               | 14,3         | Adam Kołodziejczyk Cracovia                                       | 14,4      | Wilhelm Weistand Górnik Zabrze                                             | 14,5      |
| Warszawa 1970            | Marek Jóźwik Gwardia Olsztyn               | 14,0         | Mirosław Wodzyński Legia Warszawa                                 | 14,2      | Mirosław Majchrzak Start Katowice                                          | 14,4      |
| Warszawa 1971            | Marek Jóźwik Gwardia Olsztyn               | 13,8         | Leszek Wodzyński Legia Warszawa                                   | 13,8      | Mirosław Wodzyński Legia Warszawa                                          | 13,8      |
| Warszawa 1972            | Leszek Wodzyński Legia Warszawa            | 13,4         | Adam Galant Górnik Wałbrzych                                      | 13,4      | Mirosław Wodzyński Legia Warszawa                                          | 13,5      |
| Warszawa 1973            | Leszek Wodzyński Legia Warszawa            | 13,8         | Mirosław Majchrzak Górnik Zabrze                                  | 13,9      | Przemysław Siciński MKS-AZS Łódź                                           | 13,9      |
| Warszawa 1974            | Mirosław Wodzyński Górnik Zabrze           | 13,3         | Leszek Wodzyński Legia Warszawa                                   | 13,4      | Przemysław Siciński MKS-AZS Łódź                                           | 13,6      |
| Bydgoszcz 1975           | Leszek Wodzyński Legia Warszawa            | 13,4         | Mirosław Wodzyński Górnik Zabrze                                  | 13,5      | Jan Pusty Orkan Poznań                                                     | 13,5      |
| Bydgoszcz 1976           | Leszek Wodzyński Legia Warszawa            | 13,83        | Przemysław Siciński ŁKS Łódź                                      | 13,94     | Jan Pusty Orkan Poznań                                                     | 13,97     |
| Bydgoszcz 1977           | Jan Pusty Orkan Poznań                     | 13,67        | Romuald Giegiel AZS Warszawa                                      | 14,01     | Przemysław Siciński ŁKS Łódź                                               | 14,20     |
| Warszawa 1978            | Romuald Giegiel AZS Warszawa               | 13,79        | Jan Pusty Orkan Poznań                                            | 13,80     | Zbigniew Jankowski Spójnia Gdańsk                                          | 13,92     |
| Poznań 1979              | Jan Pusty Orkan Poznań                     | 13,82        | Przemysław Siciński ŁKS Łódź                                      | 14,12     | Andrzej Ziółkowski Polonia Warszawa                                        | 14,21     |
| Łódź 1980                | Jan Pusty Orkan Poznań                     | 13,74        | Andrzej Lubas Hutnik Kraków                                       | 14,20     | Przemysław Siciński ŁKS Łódź                                               | 14,21     |
| Zabrze 1981              | Romuald Giegiel AZS Warszawa               | 13,84        | Jan Pusty Orkan Poznań                                            | 13,85     | Krystian Torka Piast Gliwice                                               | 14,37     |
| Lublin 1982              | Romuald Giegiel AZS Warszawa               | 13,65        | Jan Pusty Orkan Poznań                                            | 13,87     | Krystian Torka Piast Gliwice                                               | 14,11     |
| Bydgoszcz 1983           | Romuald Giegiel AZS Warszawa               | 13,89        | Jacek Rutkowski AZS Warszawa                                      | 13,95     | Krzysztof Płatek AZS Wrocław                                               | 14,19     |
| Lublin 1984              | Romuald Giegiel AZS Warszawa               | 13,69        | Jacek Rutkowski AZS Warszawa                                      | 13,74     | Wojciech Zawiła Wawel Kraków                                               | 13,86     |
| Bydgoszcz 1985           | Romuald Giegiel Górnik Zabrze              | 13,72        | Wojciech Zawiła Wawel Kraków                                      | 13,89     | Krzysztof Płatek AZS Wrocław                                               | 13,99     |
| Grudziądz 1986           | Romuald Giegiel Górnik Zabrze              | 13,75        | Krzysztof Płatek AZS Wrocław                                      | 14,06     | Andrzej Siwek Górnik Zabrze                                                | 14,17     |
| Poznań 1987              | Krzysztof Płatek AZS Wrocław               | 13,62        | Tomasz Nagórka AZS Łódź                                           | 13,72     | Jacek Rutkowski AZS Warszawa                                               | 13,87     |
| Grudziądz 1988           | Krzysztof Płatek AZS Wrocław               | 13,88        | Piotr Wójcik Legia Warszawa                                       | 14,00     | Romuald Giegiel Górnik Zabrze Lesław Hyjek Górnik Zabrze                   | 14,13     |
| Kraków 1989              | Paweł Grzegorzewski Górnik Zabrze          | 13,85        | Krzysztof Płatek AZS-AWF Wrocław                                  | 13,90     | Rafał Cieśla AZS-AWF Katowice                                              | 13,91     |
| Piła 1990                | Tomasz Nagórka Legia Warszawa              | 13,35 NR     | Piotr Wójcik Śląsk Wrocław                                        | 13,84     | Krzysztof Płatek AZS-AWF Wrocław                                           | 13,90     |
| Kielce 1991              | Piotr Wójcik Śląsk Wrocław                 | 13,52        | Tomasz Nagórka Legia Warszawa                                     | 13,63     | Rafał Cieśla AZS-AWF Katowice                                              | 13,93     |
| Warszawa 1992            | Piotr Wójcik Śląsk Wrocław                 | 13,64        | Rafał Cieśla AZS-AWF Katowice                                     | 13,66     | Ronald Mehlich AZS-AWF Katowice                                            | 13,71     |
| Kielce 1993              | Piotr Wójcik Śląsk Wrocław                 | 13,68        | Paweł Grzegorzewski Bałtyk Gdynia                                 | 13,75     | Ronald Mehlich AZS-AWF Katowice                                            | 13,89     |
| Piła 1994                | Ronald Mehlich AZS-AWF Katowice            | 13,91        | Krzysztof Mehlich AZS-AWF Katowice Krzysztof Skwarek Start Lublin | 14,07     |                                                                            |           |
| Warszawa 1995            | Ronald Mehlich AZS-AWF Katowice            | 13,63w       | Krzysztof Mehlich AZS-AWF Katowice                                | 13,65w    | Artur Kohutek Zawisza Bydgoszcz                                            | 13,72w    |
| Piła 1996                | Krzysztof Mehlich AZS-AWF Katowice         | 13,41w       | Artur Kohutek Zawisza Bydgoszcz                                   | 13,54w    | Ronald Mehlich AZS-AWF Katowice Tomasz Ścigaczewski MKS Aleksandrów Łódzki | 13,55w    |
| Bydgoszcz 1997           | Ronald Mehlich AZS-AWF Katowice            | 13,71        | Krzysztof Mehlich AZS-AWF Katowice                                | 14,16     | Tomasz Krawczyk AZS-AWF Warszawa                                           | 14,37     |
| Wrocław 1998             | Tomasz Ścigaczewski MKS Aleksandrów Łódzki | 13,0r        | Krzysztof Mehlich AZS-AWF Katowice                                | 13,5r     | Marcin Kuszewski AZS-AWF Wrocław                                           | 13,6r     |
| Kraków 1999              | Tomasz Ścigaczewski Warszawianka           | 13,29        | Marcin Kuszewski AZS-AWF Wrocław                                  | 13,62     | Krzysztof Mehlich AZS-AWF Katowice                                         | 13,87     |
| Kraków 2000              | Marcin Kuszewski AZS-AWF Wrocław           | 13,52        | Tomasz Ścigaczewski Warszawianka                                  | 13,62     | Ronald Mehlich AZS-AWF Katowice                                            | 13,79     |
| Bydgoszcz 2001           | Artur Kohutek Zawisza Bydgoszcz            | 13,63        | Artur Budziłło Lubtour Zielona Góra                               | 13,89     | Rafał Lis AZS-AWF Kraków                                                   | 14,22     |
| Szczecin 2002            | Artur Kohutek Zawisza Bydgoszcz            | 13,49        | Artur Budziłło ZKL Zielona Góra                                   | 13,88     | Rafał Witczak AZS-MKS Łódź                                                 | 14,03     |
| Bielsko-Biała 2003       | Artur Kohutek Zawisza Bydgoszcz            | 13,74w       | Krzysztof Mehlich AZS-AWF Katowice                                | 13,79w    | Bartłomiej Szymański Orkan Wielkopolska                                    | 13,92w    |
| Bydgoszcz 2004           | Tomasz Ścigaczewski MKS Aleksandrów Łódzki | 13,63        | Marcin Bodzek AZS-AWF Kraków                                      | 14,13     | Mariusz Kubaszewski Zawisza Bydgoszcz                                      | 14,33     |
| Biała Podlaska 2005      | Tomasz Ścigaczewski AZS Poznań             | 13,66        | Artur Kohutek Zawisza Bydgoszcz                                   | 13,76     | Mariusz Kubaszewski Zawisza Bydgoszcz                                      | 13,87     |
| Bydgoszcz 2006           | Artur Kohutek Zawisza Bydgoszcz            | 13,70        | Tomasz Ścigaczewski AZS Poznań                                    | 14,18     | Rafał Niedzielski AZS AWF Wrocław                                          | 14,37     |
| Poznań 2007              | Tomasz Ścigaczewski AZS Poznań             | 13,74        | Mariusz Kubaszewski Zawisza Bydgoszcz                             | 13,82     | Artur Kohutek Zawisza Bydgoszcz                                            | 13,91     |
| Szczecin 2008            | Artur Noga Warszawianka                    | 13,47        | Mariusz Kubaszewski Zawisza Bydgoszcz                             | 13,88     | Dominik Bochenek Zawisza Bydgoszcz                                         | 13,91     |
| Bydgoszcz 2009           | Dominik Bochenek Zawisza Bydgoszcz         | 13,73        | Maciej Giza AZS-AWF Kraków                                        | 14,31     | Krzysztof Radziszewski KKL Kielce Maciej Wojtkowski AZS-AWF Warszawa       | 14,32     |
| Bielsko-Biała 2010       | Artur Noga Warszawianka                    | 13,51        | Mariusz Kubaszewski Zawisza Bydgoszcz                             | 13,80     | Dominik Bochenek Zawisza Bydgoszcz                                         | 13,98     |
| Bydgoszcz 2011           | Dominik Bochenek Zawisza Bydgoszcz         | 13,44 PB, NL | Mariusz Kubaszewski Zawisza Bydgoszcz                             | 14,10     | Piotr Tarnowski Wawel Kraków                                               | 14,33 =PB |
| Bielsko-Biała 2012       | Artur Noga Warszawianka                    | 13,38 SB     | Dominik Bochenek Zawisza Bydgoszcz                                | 13,76     | Mariusz Kubaszewski Zawisza Bydgoszcz                                      | 13,86     |
| Toruń 2013               | Artur Noga AZS-AWF Kraków                  | 13,29 SB     | Dominik Bochenek Zawisza Bydgoszcz                                | 13,72 =SB | Maciej Wojtkowski AZS-AWF Warszawa                                         | 13,96 PB  |
| Szczecin 2014            | Artur Noga AZS-AWF Kraków                  | 13,51 SB     | Dominik Bochenek Zawisza Bydgoszcz                                | 13,52     | Damian Czykier Podlasie Białystok                                          | 13,73     |
| Kraków 2015              | Artur Noga SKLA Sopot                      | 13,39 SB     | Damian Czykier Podlasie Białystok                                 | 13,72     | Dominik Bochenek Zawisza Bydgoszcz                                         | 13,75     |
| Bydgoszcz 2016           | Damian Czykier Podlasie Białystok          | 13,35 PB     | Dominik Bochenek Zawisza Bydgoszcz                                | 13,77 SB  | Artur Noga SKLA Sopot                                                      | 13,83 SB  |
| Białystok 2017           | Damian Czykier Podlasie Białystok          | 13,44        | Dominik Bochenek Zawisza Bydgoszcz                                | 13,83 SB  | Dominik Staśkiewicz Pomerania Szczecin                                     | 14,06 PB  |
| Lublin 2018              | Damian Czykier Podlasie Białystok          | 13,37 SB     | Artur Noga SKLA Sopot                                             | 13,56 SB  | Dominik Bochenek Zawisza Bydgoszcz                                         | 13,79 SB  |
| Radom 2019               | Damian Czykier Podlasie Białystok          | 13,37 SB     | Artur Noga SKLA Sopot                                             | 13,66 SB  | Dawid Żebrowski RLTL ZTE Radom                                             | 13,79     |
| Włocławek 2020           | Damian Czykier Podlasie Białystok          | 13,92        | Dawid Żebrowski RLTL ZTE Radom                                    | 13,97     | Krzysztof Kiljan AZS-AWF Warszawa                                          | 14,09     |
| Poznań 2021              | Damian Czykier Podlasie Białystok          | 13,37 PB     | Olgierd Michniewski RLTL Optima Radom                             | 14,02     | Dominik Staśkiewicz AZS-AWF Warszawa                                       | 14,53     |
| Suwałki 2022             | Damian Czykier Podlasie Białystok          | 13,25 NR     | Jakub Szymański SKLA Sopot                                        | 13,50     | Jakub Bujak AZS KU Politechniki Opolskiej                                  | 13,96     |
| Gorzów Wielkopolski 2023 | Damian Czykier KS Podlasie Białystok       | 13,57 SB     | Krzysztof Kiljan KS AZS AWF Warszawa                              | 13,66     | Michał Sierocki AZS UMCS Lublin                                            | 13,92 SB  |
| Bydgoszcz 2024           | Jakub Szymański SKLA Sopot                 | 13,25 =NR    | Damian Czykier KS Podlasie Białystok                              | 13,41     | Krzysztof Kiljan KS AZS AWF Warszawa                                       | 13,64 SB  |

## Klasyfikacja medalowa
W historii mistrzostw Polski seniorów na podium tej imprezy stanęło w sumie 103 płotkarzy. Najwięcej medali – po 11 – wywalczyli Dominik Bochenek i Damian Czykier, a najwięcej złotych (8) Damian Czykier. W tabeli kolorem wyróżniono zawodników, którzy wciąż są czynnymi lekkoatletami.
| Lp. | Zawodnik               | Złoto | Srebro | Brąz | Razem |
| 1.  | Damian Czykier         | 8     | 2      | 1    | 11    |
| 2.  | Romuald Giegiel        | 7     | 1      | 1    | 9     |
| 3.  | Artur Noga             | 6     | 2      | 1    | 9     |
| 4.  | Edward Bugała          | 5     | 3      | 1    | 9     |
| 5.  | Tomasz Ścigaczewski    | 5     | 2      | 1    | 8     |
| 6.  | Leszek Wodzyński       | 4     | 3      | 1    | 8     |
| 7.  | Artur Kohutek          | 4     | 2      | 2    | 8     |
| 8.  | Adam Kołodziejczyk     | 4     | 2      | 1    | 7     |
| 9.  | Roman Muzyk            | 3     | 4      | 1    | 8     |
| 10. | Jan Pusty              | 3     | 3      | 2    | 8     |
| 11. | Piotr Wójcik           | 3     | 2      | 0    | 5     |
| 12. | Mieczysław Haspel      | 3     | 1      | 0    | 4     |
| 13. | Ronald Mehlich         | 3     | 0      | 4    | 7     |
| 14. | Marek Jóźwik           | 3     | 0      | 1    | 4     |
| 14. | Władysław Niemiec      | 3     | 0      | 1    | 4     |
| 16. | Dominik Bochenek       | 2     | 5      | 4    | 11    |
| 17. | Wojciech Trojanowski   | 2     | 5      | 1    | 8     |
| 18. | Krzysztof Płatek       | 2     | 2      | 3    | 7     |
| 19. | Stanisław Kardaś       | 2     | 2      | 1    | 5     |
| 20. | Stefan Nowosielski     | 2     | 1      | 1    | 4     |
| 21. | Edward Adamczyk        | 2     | 1      | 0    | 3     |
| 22. | Antoni Cejzik          | 2     | 0      | 0    | 2     |
| 23. | Krzysztof Mehlich      | 1     | 5      | 1    | 6     |
| 24. | Mirosław Wodzyński     | 1     | 2      | 2    | 5     |
| 25. | Wiesław Król           | 1     | 2      | 1    | 4     |
| 26. | Tomasz Nagórka         | 1     | 2      | 0    | 3     |
| 27. | Marcin Kuszewski       | 1     | 1      | 1    | 3     |
| 27. | Aleksander Ogłoblin    | 1     | 1      | 1    | 3     |
| 29. | Paweł Grzegorzewski    | 1     | 1      | 0    | 2     |
| 29. | Stefan Kostrzewski     | 1     | 1      | 0    | 2     |
| 29. | Janusz Kotliński       | 1     | 1      | 0    | 2     |
| 29. | Witold Maciaszczyk     | 1     | 1      | 0    | 2     |
| 29. | Jakub Szymański        | 1     | 1      | 0    | 2     |
| 34. | Jan Wieczorek          | 1     | 0      | 3    | 4     |
| 35. | Wilhelm Wilczek        | 1     | 0      | 2    | 3     |
| 36. | Władysław Dobrowolski  | 1     | 0      | 1    | 2     |
| 36. | Zygmunt Kruszyński     | 1     | 0      | 1    | 2     |
| 36. | Wacław Kuchar          | 1     | 0      | 1    | 2     |
| 39. | Ludwik Chełmicki       | 1     | 0      | 0    | 1     |
| 39. | Aleksander Joczys      | 1     | 0      | 0    | 1     |
| 39. | Jan Skałbania          | 1     | 0      | 0    | 1     |
| 39. | Stanisław Sulikowski   | 1     | 0      | 0    | 1     |
| 43. | Mariusz Kubaszewski    | 0     | 4      | 3    | 7     |
| 44. | Przemysław Siciński    | 0     | 2      | 4    | 6     |
| 45. | Grzegorz Dunecki       | 0     | 2      | 1    | 3     |
| 45. | Jacek Rutkowski        | 0     | 2      | 1    | 3     |
| 45. | Eryk Zajusz            | 0     | 2      | 1    | 3     |
| 48. | Artur Budziłło         | 0     | 2      | 0    | 2     |
| 48. | Tadeusz Oszast         | 0     | 2      | 0    | 2     |
| 50. | Rafał Cieśla           | 0     | 1      | 2    | 3     |
| 50. | Krzysztof Kiljan       | 0     | 1      | 2    | 3     |
| 52. | Marian Chruściel       | 0     | 1      | 1    | 2     |
| 52. | Mirosław Majchrzak     | 0     | 1      | 1    | 2     |
| 52. | Tadeusz Niemczyk       | 0     | 1      | 1    | 2     |
| 52. | Wojciech Zawiła        | 0     | 1      | 1    | 2     |
| 52. | Dawid Żebrowski        | 0     | 1      | 1    | 2     |
| 57. | Marcin Bodzek          | 0     | 1      | 0    | 1     |
| 57. | Adam Galant            | 0     | 1      | 0    | 1     |
| 57. | Witold Gerutto         | 0     | 1      | 0    | 1     |
| 57. | Felicjan Gilewski      | 0     | 1      | 0    | 1     |
| 57. | Maciej Giza            | 0     | 1      | 0    | 1     |
| 57. | Edward Jakubowicz      | 0     | 1      | 0    | 1     |
| 57. | Władysław Komar        | 0     | 1      | 0    | 1     |
| 57. | Andrzej Lubas          | 0     | 1      | 0    | 1     |
| 57. | Olgierd Michniewski    | 0     | 1      | 0    | 1     |
| 57. | Tadeusz Pawłowski      | 0     | 1      | 0    | 1     |
| 57. | Robert Peisker         | 0     | 1      | 0    | 1     |
| 57. | Henryk Piątkowski      | 0     | 1      | 0    | 1     |
| 57. | Krzysztof Skwarek      | 0     | 1      | 0    | 1     |
| 57. | Czesław Wolski         | 0     | 1      | 0    | 1     |
| 57. | Edward Wysocki         | 0     | 1      | 0    | 1     |
| 72. | Andrzej Skawina        | 0     | 0      | 2    | 2     |
| 72. | Dominik Staśkiewicz    | 0     | 0      | 2    | 2     |
| 72. | Krystian Torka         | 0     | 0      | 2    | 2     |
| 72. | Maciej Wojtkowski      | 0     | 0      | 2    | 2     |
| 76. | Jerzy Anders           | 0     | 0      | 1    | 1     |
| 76. | Sylwester Biela        | 0     | 0      | 1    | 1     |
| 76. | Jakub Bujak            | 0     | 0      | 1    | 1     |
| 76. | Jerzy Dręgiewicz       | 0     | 0      | 1    | 1     |
| 76. | Lesław Hyjek           | 0     | 0      | 1    | 1     |
| 76. | Zbigniew Jankowski     | 0     | 0      | 1    | 1     |
| 76. | Paweł Kaszubowski      | 0     | 0      | 1    | 1     |
| 76. | Mieczysław Kolejwa     | 0     | 0      | 1    | 1     |
| 76. | Tomasz Krawczyk        | 0     | 0      | 1    | 1     |
| 76. | Tadeusz Krzyżanowski   | 0     | 0      | 1    | 1     |
| 76. | Cezary Kuleszyński     | 0     | 0      | 1    | 1     |
| 76. | Rafał Lis              | 0     | 0      | 1    | 1     |
| 76. | Stefan Majtkowski      | 0     | 0      | 1    | 1     |
| 76. | Andrzej Makowski       | 0     | 0      | 1    | 1     |
| 76. | Włodzimierz Martinek   | 0     | 0      | 1    | 1     |
| 76. | Bogusław Mucha         | 0     | 0      | 1    | 1     |
| 76. | Rafał Niedzielski      | 0     | 0      | 1    | 1     |
| 76. | Krzysztof Radziszewski | 0     | 0      | 1    | 1     |
| 76. | Paweł Schmidt          | 0     | 0      | 1    | 1     |
| 76. | Michał Sierocki        | 0     | 0      | 1    | 1     |
| 76. | Andrzej Siwek          | 0     | 0      | 1    | 1     |
| 76. | Bartłomiej Szymański   | 0     | 0      | 1    | 1     |
| 76. | Piotr Tarnowski        | 0     | 0      | 1    | 1     |
| 76. | Stefan Twardowski      | 0     | 0      | 1    | 1     |
| 76. | Leon Urbaniak          | 0     | 0      | 1    | 1     |
| 76. | Wilhelm Weistand       | 0     | 0      | 1    | 1     |
| 76. | Rafał Witczak          | 0     | 0      | 1    | 1     |
| 76. | Andrzej Ziółkowski     | 0     | 0      | 1    | 1     |